# Pablo Urtasun
Pablo Urtasun Pérez (Urdiain, 29 maart 1980) is een Spaans voormalig wielrenner die in 2016 zijn carrière afsloot bij Funvic Soul Cycles-Carrefour, waarna hij als ploegleider aan de slag ging bij Team Ukyo. Sinds 2020 is hij ploegleider bij Equipo Kern Pharma (Spaans continentaal team).

## Belangrijkste overwinningen
2004
3e etappe Ronde van Navarra
2006
1e etappe Ronde van Alentejo
2007
3e etappe Ronde van La Rioja
2008
5e etappe Ronde van Asturië
2010
1e etappe Ronde van Asturië
2012
7e etappe Ronde van Groot-Brittannië
2013
1e etappe Ronde van Castilië en Leon

## Resultaten in voornaamste wedstrijden
| Jaar | Ronde van Italië | Ronde van Frankrijk | Ronde van Spanje |
| ---- | ---------------- | ------------------- | ---------------- |
| 2009 |                  |                     |                  |
| 2010 |                  |                     | 99e              |
| 2011 |                  | 149e                |                  |
| 2012 |                  | 134e                |                  |
| 2013 | opgave           |                     | 122e             |

| Jaar | Milaan-San Remo | Gent-Wevelgem | Ronde van Vlaanderen | Parijs-Roubaix | Ronde van Lombardije | Parijs-Tours |  | Wereldranglijsten |
| ---- | --------------- | ------------- | -------------------- | -------------- | -------------------- | ------------ |  | ----------------- |
| 2009 |                 | opgave        | opgave               | opgave         |                      |              |  | 244e (UWK)        |
| 2010 | 136e            | opgave        | opgave               | opgave         | opgave               |              |  | 221e (UWK)        |
| 2011 |                 | 71e           |                      |                |                      |              |  |                   |
| 2012 | 132e            | 144e          | opgave               | opgave         |                      | opgave       |  |                   |
| 2013 |                 |               |                      |                |                      |              |  |                   |

## Ploegen
- 2003 –  Team CSC (stagiair vanaf 1 augustus)
- 2005 –  Kaiku
- 2006 –  Kaiku
- 2007 –  Liberty Seguros
- 2008 –  Liberty Seguros
- 2009 –  Euskaltel-Euskadi
- 2010 –  Euskaltel-Euskadi
- 2011 –  Euskaltel-Euskadi
- 2012 –  Euskaltel-Euskadi
- 2013 –  Euskaltel-Euskadi
- 2014 –  PinoRoad (tot 1 maart)
- 2015 –  Team Ukyo
- 2016 –  Funvic Soul Cycles-Carrefour

Blaudzun · 
Bruun Eriksen ·
Calvente ·
Christensen ·
Dean ·
Hamilton ·
Hoffman ·
Jalabert ·
Kristensen ·
Luttenberger ·
Madsen ·
Michaelsen · 
Peron ·
Piil ·
Piziks ·
Sandstød ·
Sastre ·
Schleck ·
Sørensen · 
Tafi ·
Van Bondt ·
Van Hyfte ·
Arroyo (stagiair) ·
Knudsen (stagiair) ·
Urtasun (stagiair)
Agirre ·
Antón ·
Aramendia ·
Astarloza ·
Azanza ·
de Lis de Andrés ·
Fernández ·
Galdós ·
Hernández ·
Irizar ·
Isasi ·
Lafuente ·
Landaluze (tot 15/07) ·
Martínez ·
Nieve ·
Oroz ·
A. Pérez ·
R. Pérez ·
Sánchez  ·
Txurruka ·
Urtasun ·
Velasco ·
Verdugo
Antón ·
Aramendia ·
Azanza ·
Castroviejo ·
de Lis de Andrés ·
Fernández ·
Galdós ·
Hernández ·
Intxausti ·
Isasi ·
Izagirre ·
Martínez ·
Mínguez ·
Nieve ·
Oroz ·
A. Pérez ·
R. Pérez ·
Sánchez  ·
Sesma ·
Sicard ·
Txurruka ·
Urtasun ·
Velasco ·
Verdugo
Antón ·
Aramendia ·
Astarloza ·
Azanza ·
Bilbao ·
Castroviejo ·
Cazaux ·
Fernández ·
Isasi ·
G. Izagirre ·
J. Izagirre ·
Landa ·
Martínez ·
Mínguez ·
Nieve ·
Oroz ·
A. Pérez ·
R. Pérez ·
Sánchez  ·
Sesma ·
Sicard ·
Txurruka ·
Urtasun ·
Velasco ·
Verdugo
Antón ·
Astarloza ·
Azanza ·
Bilbao ·
Cabedo ·
Cazaux ·
García ·
G. Izagirre ·
J. Izagirre ·
Landa ·
Martínez ·
Mínguez ·
Nieve ·
Oroz ·
A. Pérez ·
R. Pérez ·
Sáez de Arregui ·
Sánchez  ·
Sicard ·
Txurruka ·
Urtasun ·
Velasco ·
Verdugo
Aberasturi ·
Antón ·
Astarloza ·
Azanza ·
Bilbao ·
Bravo ·
Chaoufi (tot 12/08) ·
García ·
G. Izagirre ·
J. Izagirre ·
Kocjan ·
Landa ·
Lobato ·
Martínez ·
Mestre ·
Mínguez ·
Nieve ·
Oroz ·
Pérez ·
Radochla ·
Sáez de Arregui ·
Sánchez ·
Schulze ·
Serebrjakov (tot 06/04) ·
Sicard ·
Tamouridis ·
Txurruka ·
Urtasun ·
Verdugo ·
Vrečer
Alarcón · Alvarado · Bizkarra · Bravo · Burmann · Guardiola · C. Mansilla · L. Mansilla · Oroz · Palma · Seisdedos · Tello · Urtasun
Affonso · Almeida · Bulgarelli · Cardoso · Chamorro · Diniz · Gaspar · Mahler · Manarelli · Nazaret · Nicácio · Piedra · Pinheiro · Quirino · Ramos · Urtasun · Machado (stagiair) · Mendonça (stagiair) · Rincón (stagiair)